# روبرت بوند
روبرت بوند هو سياسي كندي، ولد في 25 فبراير 1857 في سانت جونز في كندا، وتوفي في 16 مارس 1927 في نيوفندلاند في كندا. انتخب Premier of Newfoundland and Labrador ‏ ( – 26 سبتمبر 1907) وانتخب Premier of Newfoundland and Labrador ‏ (26 سبتمبر 1907 – 2 مارس 1909) وانتخب Premier of Newfoundland and Labrador ‏.

## روابط خارجية
- روبرت بوند على موقع الموسوعة البريطانية (الإنجليزية)